# System Stolza-Schreya
System Stolza-Schreya – System stenograficzny powstały w Niemczech, używany obecnie w niemieckojęzycznych częściach Szwajcarii. Powstał w 1897 w wyniku połączenia dwóch szkół stenograficznych reprezentowanych przez ich założycieli Ferdinanda Schreya oraz Heinricha Stolza.